# Juan de la Cierva
Juan de la Cierva y Codorníu (21. září 1895 Murcia – 9. prosince 1936 Croydon) byl španělský pilot a konstruktér, vynálezce vírníku. Posmrtně mu byl udělen titul hraběte.
Pocházel ze zámožné rodiny, jeho otcem byl právník a ministr Juan de la Cierva y Peñafiel. Už jako patnáctiletý se zajímal o létání, v roce 1919 sestrojil bombardér nazvaný Cierva C-3. Po jeho havárii se rozhodl kvůli bezpečnosti zaměřit na letadla s rotující nosnou plochou, po řadě prototypů vyrobil model, který nazval Autogiro (odtud název vírníku v řadě jazyků), který poprvé úspěšně vzletěl v lednu 1923 v Getafe, pilotoval ho Alejandro Gómez Spencer. V roce 1925 odešel do Británie, kde se stal spoluvlastníkem firmy Cierva Autogiro Company, Ltd, která vyráběla vírníky sériově a poskytovala i licence k jejich výrobě v zahraničí. V roce 1928 jako první v historii překonal ve vírníku Lamanšský průliv.
Ve španělské občanské válce podporoval generála Franciska Franka. Zahynul v prosinci 1936 při havárii nizozemského letadla Douglas DC-2 nedaleko Londýna. Obdržel zlatou medaili Mezinárodní letecké federace, je po něm pojmenována stanice madridského metra, fotbalový stadion ve městě Lorquí a ulice v řadě španělských měst.